# Grotta di Biserujka
La grotta di Biserujka è localizzata sull'isola di Veglia, in Croazia.
Situata nella parte settentrionale dell'isola, sopra la baia Slivanjska presso la località di Rùdina, nel comune di Dobrigno, rappresenta una delle principali attrazioni dell'isola.
La grotta è lunga circa 110 metri e presenta una temperatura costante tutto l'anno di tra i 10 °C ed i 13 °C; la sua conoscenza risale a più di cento anni fa, tempo in cui la grotta non era ancora accessibile al pubblico, in quanto sprovvista di illuminazione artificiale.